# سازند مورتوی
سازند مورتوی (انگلیسی: Murtoi Formation) یک سازند زمین‌شناسی در مجاورت دریاچه گوسینویه در روسیه است. سن رسوب‌گذاری سازند مورتوی (۱۳۶ تا ۱۳۰ میلیون سال پیش) است. این سازند در اواخر والانژینین تا اوایل هاتریوین از کرتاسه پیشین نهشته شده است.
دانشمندان توانستند بر اساس فسیل‌های کشف شده در محل موگویتو، محیط دیرینه را در زمان شروع رسوب‌گذاری در حوضه گوسینوزرسک در طول رسوب‌گذاری سازند مورتوی بازسازی کنند. بیشترین مقدار بقایای مهره‌داران از حوضه گوسینوزرسک در آنجا یافت شد. منطقه موگویتو، لایه‌هایی از سازند مورتوی را از طریق توالی رخنمون‌های طبیعی در دره‌های کم‌عمق و آبرفت‌های لبه غربی دریاچه گوسینوئه در معرض دید قرار می‌دهد. این منطقه منبع ارزشمندی برای یادگیری در مورد جانوران مهره‌دار آسیای مرکزی از کرتاسه اولیه است. بقایای چوب سنگ‌شده و فسیل‌های دایناسور تکه‌تکه‌شده نادر را می‌توان در بخش آبرفتی-پرلوویال مورتوی پایین‌تر از محل موگویتو یافت. این منطقه از کنگلومراهای سنگریزه بزرگ و متوسط با گرد شدن متنوع، سنگ شن و ماسه سنگ تشکیل شده است.
ساروپود تنگریسوروس استارکووی فسیل اصلی است. همچنین بقایای ساروپود دیگری به نام ساروپود ایندت وجود دارد، اگرچه هنوز در حال مطالعه هستند. بر اساس استخوان‌ها و دندان‌های جدا شده، سه گروه تروپود از منطقه موگویتو شناسایی شده‌اند: اورنیتومیموساریا، تریزینوساروئیدا و درومائوساریدا. این گروه‌ها نشان‌دهنده تنوع قابل‌توجه شکارچیان در دوره کرتاسه هستند. درومائوساریدها احتمالاً شکارچیان چابک با پنجه‌های خمیده بوده‌اند، در حالی که تریزینوساروئیدها با پنجه‌های بلند و دندان‌های گیاه‌خوار، رفتار تغذیه‌ای متفاوتی داشته‌اند. این یافته‌ها به درک بهتر اکوسیستم‌های ژوراسیک پسین منطقه کمک می‌کنند. گونه «سیتاکوساروس» منطقه موگویتو و تمام بقایای باقی مانده که قبلاً به عنوان اورنیتوپود ایندت شناخته شده بودند را می‌توان به عضوی از دودمان پایه اورنیتیسکیان، جهولوسوریدای ایندت نسبت داد. بقایای سایر خزندگان دیاپسید مانند مارمولک‌ها، پتروسورها، لاک‌پشت‌ها ، کیرگیزمیس دمیتریوی و کوریستودرس، خورندوخوسوروس ایندت نیز یافت می‌شوند. هیچ سابقه‌ای از فسیل کروکودیل‌فرم‌ها، گروه دیگری از خزندگان که می‌توان آنها را در جانوران مهره‌دار مزوزوئیک پسین جنوبی‌تر در مغولستان یافت، وجود ندارد. نمی‌توان این ایده را که کروکودیل‌فرم‌ها در سوابق دیرینه‌شناسی جایی ندارند، رد کرد، اما محتمل‌ترین توضیح برای این امر، محیط نسبتاً سرد است که برای آنها نامناسب است. از آنجا که برخی از دایناسورها، مانند آنهایی که در سازند کاکانوت (چوکوتکا، روسیه) یافت می‌شوند، در آب و هوای معتدل و خنک بالای دایره قطب شمال شکوفا و حتی تولید مثل می‌کردند، نمی‌توان از دایناسورها به عنوان شاخص‌های اقلیمی قابل اعتماد استفاده کرد. اما در منطقه موگویتو، فقدان کروکودیل‌فرم‌ها و وجود لاک‌پشت‌ها و کوریستودرها به محیطی معتدل با میانگین دمای سالانه بسیار بالاتر از نقطه انجماد اما همچنان کمتر از ۱۴ درجه سانتیگراد اشاره دارد. رویداد سرمایش جهانی وایسرت که در حدود ۱۳۳ میلیون سال پیش در اوایل کرتاسه (بریازین تا بارمین) رخ داد و می‌توان آن را چیزی «میان» یک گرمخانه و یک یخچال توصیف کرد، با سن رسوب‌گذاری سازند مورتوی (۱۳۶–۱۳۰ میلیون سال پیش) مطابقت دارد. دمای جهان به‌طور متوسط تقریباً ۱۷ درجه سانتیگراد بود.
رسوبات آبرفتی حاوی بقایای ماهی گونهٔ استیکوپتروس، دیرینه‌سانان، و ایرنیشتیس هستند. نکته قابل توجه، یافتن پستاندار یوتریایی «مورتویلت آبراموی» در یک آبکند موگوییتو است.

## پالئوفونا
- مورتویلت آبراموی
- جونگاربالان[۷]
- تنگریساروس استارکوی
- یولوساریدا
- فهرست اورنیتومیموساریا
- تریزینوساروئیدا (نام علمی: Therizinosauroidea) نام یک گونه از سرده دایناسورها است.
- فهرست درومائوسوریدا
- خورندوکوسوروس باجکالنسیس
- کیرگیزمیس دمیتریوی
- گونهٔ استیکوپتروس

### کتابشناسی
- Weishampel, David B.; Dodson, Peter; Osmólska, Halszka (2004), The Dinosauria, 2nd edition, Berkeley: University of California Press, pp. 1–880, ISBN 0-520-24209-2, retrieved 2019-02-21

## برای مطالعهٔ بیشتر
- آی.جی. دانیلوف، ای.او. آوریانوف، پی.پی. اسکاتشاس و ای.اس. رزوی. ۲۰۰۶. کیرگیزمیس (تستودینز، 'ماکروبانیده'): مطالب جدید از کرتاسه پایینی بوریاتیا (روسیه) و بازنگری طبقه‌بندی. مجله خزنده‌شناسی روسیه ۱:۴۶–۶۲